# Georg Albrecht Klebs
Georg Albrecht Klebs (23. října 1857, Neidenburg, (nyní Nidzica) – 25. října 1918, Heidelberg) byl německý botanik.

## Životopis
Georg Klebs studoval od roku 1874 chemii, filozofii a dějiny umění univerzitě v Königsbergu. Začal se zabývat botanikou a stal se asistentem Antona de Bary na šrasburské univerzitě. Po vojenské službě pracoval u Julia Sachse na würzburské univerzitě a u Wilhelma Pfeffera na Eberhard Karls Universität Tübingen.
V roce 1883 obdržel venia legendi univerzity Tübingen.
V roce 1887 se stal profesorem na basilejské univerzitě, v roce 1898 na hallské univerzitě a v roce 1907 na heidelberské. Je považován za zakladatele botanické vývojové fyziologie.

## Dílo
- Zur Entwicklungsphysiologie der Farnprothaillen, 3 svazky, 1917
- Beiträge zur Physiologie der Pflanzenzelle, 1888
- Die Bedingungen der Fortpflanzung bei einigen Algen und Pilzen, 1896, 2. vydání 1928
- Willkürliche Entwicklungsänderungen bei Pflanzen – Ein Beitrag zur Physiologie der Entwicklung, 1903